# Damião (Paraíba)
Damião é um município brasileiro do estado da Paraíba, localizado na Região Geográfica Imediata de Cuité-Nova Floresta e na Região Geográfica Intermediária de Campina Grande. Sua Área é de 110 km² representando 0.1945% do Estado, 0.0071% da região e 0.0013% de todo o território Brasileiro. De acordo com o IBGE (Instituto Brasileiro de Geografia e Estatística), no ano de 2008 sua população era estimada em 4.807 habitantes. A sede do município tem uma altitude aproximada de 500 metros, localiza-se a 200 km da capital. O acesso é feito, a partir de João Pessoa, pelas rodovias BR-230, BR-104 e PB-133.

## História
As terras do município de Damião eram originalmente de propriedade de José dos Santos de Oliveira. A partir de 1888, a realização de feira livre no local tornou o local ponto de comércio, atraindo pessoas à região. A partir de então o povoamento foi intensificado. O distrito de Damião, subordinado ao município de Barra de Santa Rosa, foi criado pela pela lei estadual nº 4155, de 20-06-1980. Foi elevado à categoria de município com a denominação de Damião pela lei estadual nº 5924, de 29-04-1994.

## Geografia
O município está inserido na unidade geoambiental dos serrotes, inselbergues e maciços residuais. A vegetação predominante é a caatinga hiperxerófila, com regiões de floresta caducifólia. O clima é quente, com precipitações médias anuais de 750 mm.
O município faz parte do semiárido brasileiro, conforme delimitação do Ministério da Integração Nacional. Esta delimitação baseia-se nos critérios de precipitação pluviométrica inferior a 800 mm, índice de aridez de até 0,5 e risco de seca superior a 60%.
O município está inserido na bacia hidrográfica do rio Curimataú.

## Esportes
- O futsal destaca-se como o esporte mais praticado da cidade, não só o masculino como também o feminino.
- Em Damião também pratica-se capoeira (esporte afro-brasileiro), destacando-se o Grupo de Capoeira Negro Fujão, cuja matriz está localizada em Guarulhos-SP comandado pelo mestre Pererê.
- A corrida de rua é muito popular na cidade, contando com uma equipe de corrida denominada "Damião Performance".